# 葉山えいし
葉山 えいし（はやま えいし）は、日本のイラストレーター。

## 作品リスト

### 挿絵
- 正しい異能の教育者（著：朱月十話、講談社ラノベ文庫）
- Aランク冒険者のスローライフ（著：錬金王、ノクスノベルス）
- 英雄覇道の狐巫女（著：岩山駆、オーバーラップ文庫）
- だからオカズは選べない（著：天秤☆矢口、講談社ラノベ文庫）
- 剣と魔法と幻想典（著：坂井水城、GA文庫）
- 剣神と魔帝の息子はダテじゃない（著：shiryu、ダッシュエックス文庫）
- はぐれ賢者の魔王討伐リスタート! 〜勇者の少女に惚れこまれたので現役復帰してみた〜（著：藤井論理、角川スニーカー文庫）
- 少女（）は鞘に納まらない（著：龍威ユウ、ヒーロー文庫）
- 異世界帰りの俺（チートスキル保持）、ジャンル違いな超常バトルに巻き込まれたけれどワンパンで片付けて無事青春をおくりたい。（著：真代屋秀晃、電撃文庫）
- 落ちこぼれの俺は覚醒したEXランクスキル「吸収」で成り上がる（著：木嶋隆太、BKブックス）
- 転生領主の優良開拓 〜前世の記憶を生かしてホワイトに努めたら、有能な人材が集まりすぎました〜（著：空野進、Mノベルス）
- Re:スタート! 転生新選組 （著：春日みかげ、電撃文庫）
- 不殺の不死王の済世記（著：笹木さくま、ファミ通文庫）
- 黒檻の探索者 『吸収／成長』の魔剣と死の巫女の謎（著：迷井豆腐、ドラゴンノベルス）
- 戦姫アリシア 婚約破棄してきた王太子に渾身の右ストレート叩き込んだ公爵令嬢のはなし（著：長門佳祐、アース・スターノベル → アース・スター ルナ）

### バーチャルYouTuber
- 周央サンゴ（にじさんじ/ANYCOLOR株式会社）